# Luthold I van Aarburg

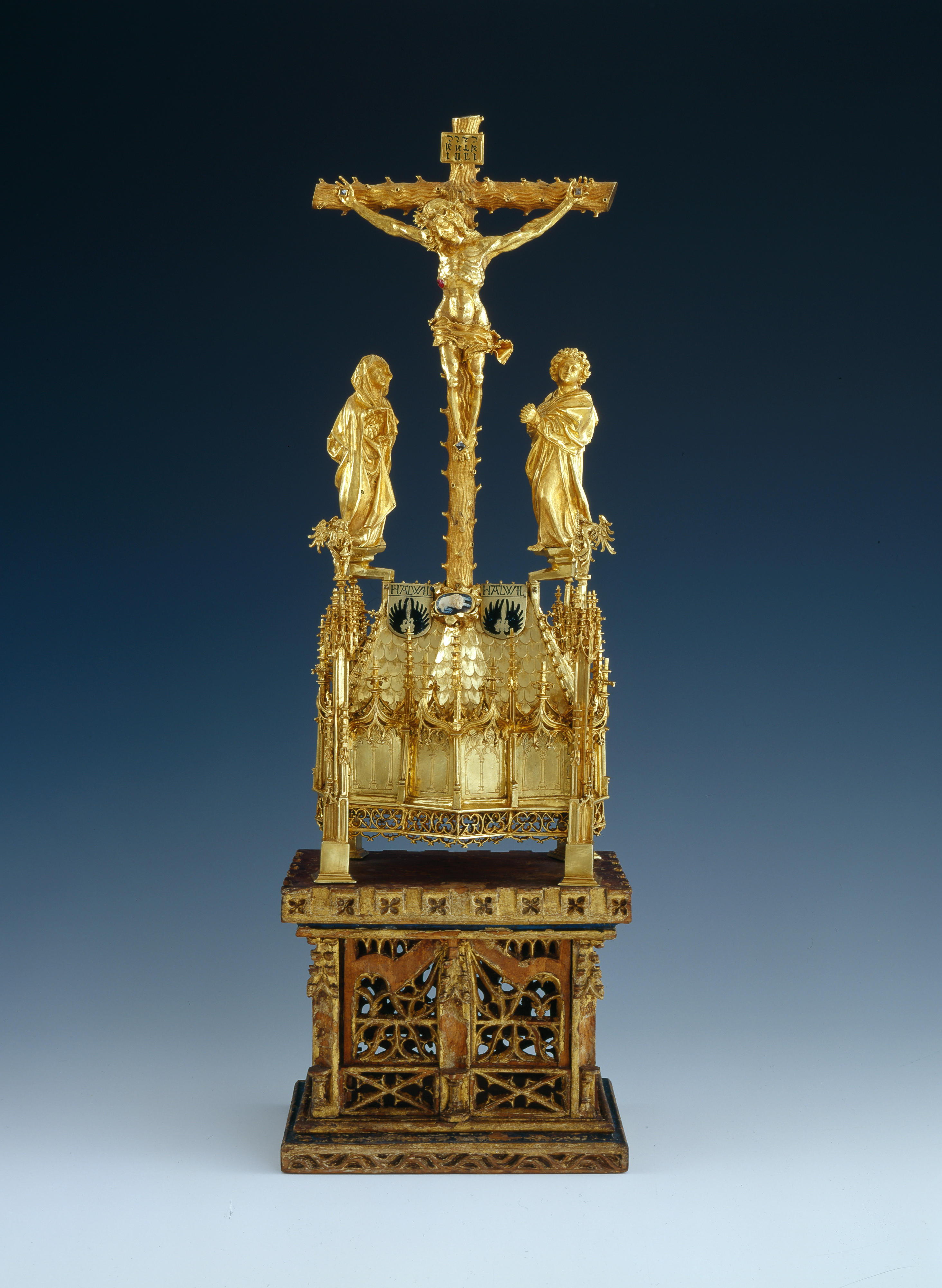
Middeleeuwse relikwie van de kapittelkerk van Bazel

Luthold I van Aarburg (eind 12e eeuw – 7 juni 1213) was prins-bisschop van Bazel van 1191 tot zijn dood in 1213.

## Levensloop
Zijn grootvader Chono en zijn vader Liutold waren de eerste heren van Aarburg. Zij hadden hun stamslot in Büron. Thans ligt Büron in het kanton Luzern in Zwitserland. 
In 1191 werd Luthold bisschop van Bazel en vorst van het Rooms-Duitse Rijk. In de eerste jaren van zijn bestuur hield hij zich bezig met het binnenlands bestuur van zijn vorstendom. Het kapittel van Bazel en de kloosters Sankt Alban en Sankt Leonhard behielden hun rechten en zodoende hun macht over de stad. In het westen van zijn vorstendom verleende of bevestigde Luthold I de rechten van de abdijen van Saint-Ursanne, Lützel en Bellelay. 
Later hield Luthold zich bezig met de tweestrijd in het Rooms-Duitse Rijk tussen koning Filips van Zwaben en Otto de Welf. Hij koos de kant van Filips. Hij ontving Filips in Bazel in 1207, één jaar voor Filips vermoord werd. Luthold I stierf in 1213.